# توماس ليغوتي
توماس ليغوتي (بالإنجليزية: Thomas Ligotti)‏ (من مواليد 9 يوليو 1953) هو كاتب أمريكي معاصر في أدب الرعب. يُشار إلى كتاباته بأنها متجذرة في العديد من الأنواع الأدبية، وأهمها أدب خيال الغرائب، ووصفها كثير من النقاد عمومًا بأنها أعمال رعب فلسفية، كانت أعماله تأخذ شكل قصص قصيرة، وروايات ضمن تقاليد الخيال القوطي غالبًا. أما النظرة التي تبناها ليغوتي تجاه العالم في رواياته الخيالية وغير الخيالية هي نظرة تشاؤمية وعدمية. وصفته صحيفة واشنطن بوست بأنه «أفضل سر مخفي في أدب خيال الرعب المعاصر».

## المسيرة المهنية
بدأ ليغوتي مسيرته المهنية كاتبًا صاحب أعمال منشورة في أوائل ثمانينيات القرن الماضي بعدد من القصص القصيرة التي نُشرت في العديد من المجلات الصحفية الأمريكية الصغيرة. كان محررًا مساهمًا في غريموير منذ عام 1982 وحتى عام 1985. في عام 2015، أُعيد نشر أول مجموعتين من مجموعات ليغوتي، وهما أغنيات حالم ميت، والكاتب الكئيب: حياته وأعماله، في مجلد واحد تحت عنوان أغنيات حالم ميت والكاتب الكئيب من قبل كلاسيكيات دار بنجوين. كتب مايكل كاليا من صحيفة وول ستريت جورنال عن إعادة الطبع تلك: «كاتب أدب الرعب توماس ليغوتي على وشك الدخول في المرجعية الأدبية الأمريكية. نشرت كلاسيكيات دار بنجوين مجلدًا من قصص السيد ليغوتي القصيرة، ما جعله واحدًا من عشرة كتّاب أحياء، بمن فيهم توماس بينشون ودون ديليلو، من ضمن المئات الذين نُشرت أعمالهم في الولايات المتحدة». حظي عمل ليغوتي بمديح كبير بعد نشر مراجعات مثل: مراجعة نيويورك تايمز للكتب، ومراجعة لوس أنجلس للكتب، وواشنطن بوست، والنيويوركر. يناقض تيرينس رافيرتي ليغوتي مع ستيفن كينغ، إذ يُشير إلى أن «كينغ، الفنان العظيم، يحتاج إلى القصة مثلما يحتاج الممثل الكوميدي إلى النكتة، وعندما لا يستطيع إيصالها، فإنه يموت (بمعنى الفنان الكوميدي). كينغ هو معلم الرعب، لكن عندما يفشل في الحصول على الإلهام، فإنه يمتلك الأسلوب لتزييفه، أما توماس ليغوتي، فهو سيد من نوع مختلف، عمليًا من جنس مختلف، فهو لن يستطيع تزييفه وإن حاول، ولكنه لن يحاول أبدًا. فهو يكتب وكأن الرعب قد تجسد».
تعاون ليغوتي مع الفرقة الموسيقية كورنت 93 في ألبوماتها: إن أ فورين تاون، إن أ فورين لاند (في بلدة أجنبية، في أرض أجنبية)، (1997، أعيد إصداره عام 2002)، و آي هاف أ سبيشال بلان فور ذس وورد (لدي خطة خاصة لهذا العالم) (2000)، و ذس ديجينيريت ليتل تاون (هذه البلدة الصغيرة المنحطة) (2001)، و ذا أنهولي سيتي (المدينة غير المقدسة) (2003)، وأُصدرت جميع هذه الألبومات ضمن شركة دورترو لديفيد تيبت، الذي نشر بدوره عدة نسخ محدودة من كتب ليغوتي ضمن دار دورترو. بالإضافة إلى ذلك، عزف ليغوتي على الإيتار في تعاون مع فرقة كورنت 93 في الألبوم التجميعي فوكستروت، والذي خُصصت عائداته لعلاج الموسيقي جون بلانسى من إدمان الكحول.

## روابط خارجية
- توماس ليغوتي على موقع IMDb (الإنجليزية)
- توماس ليغوتي على موقع ميوزك برينز (الإنجليزية)
- توماس ليغوتي على موقع ديسكوغز (الإنجليزية)